# راه مال‌رو

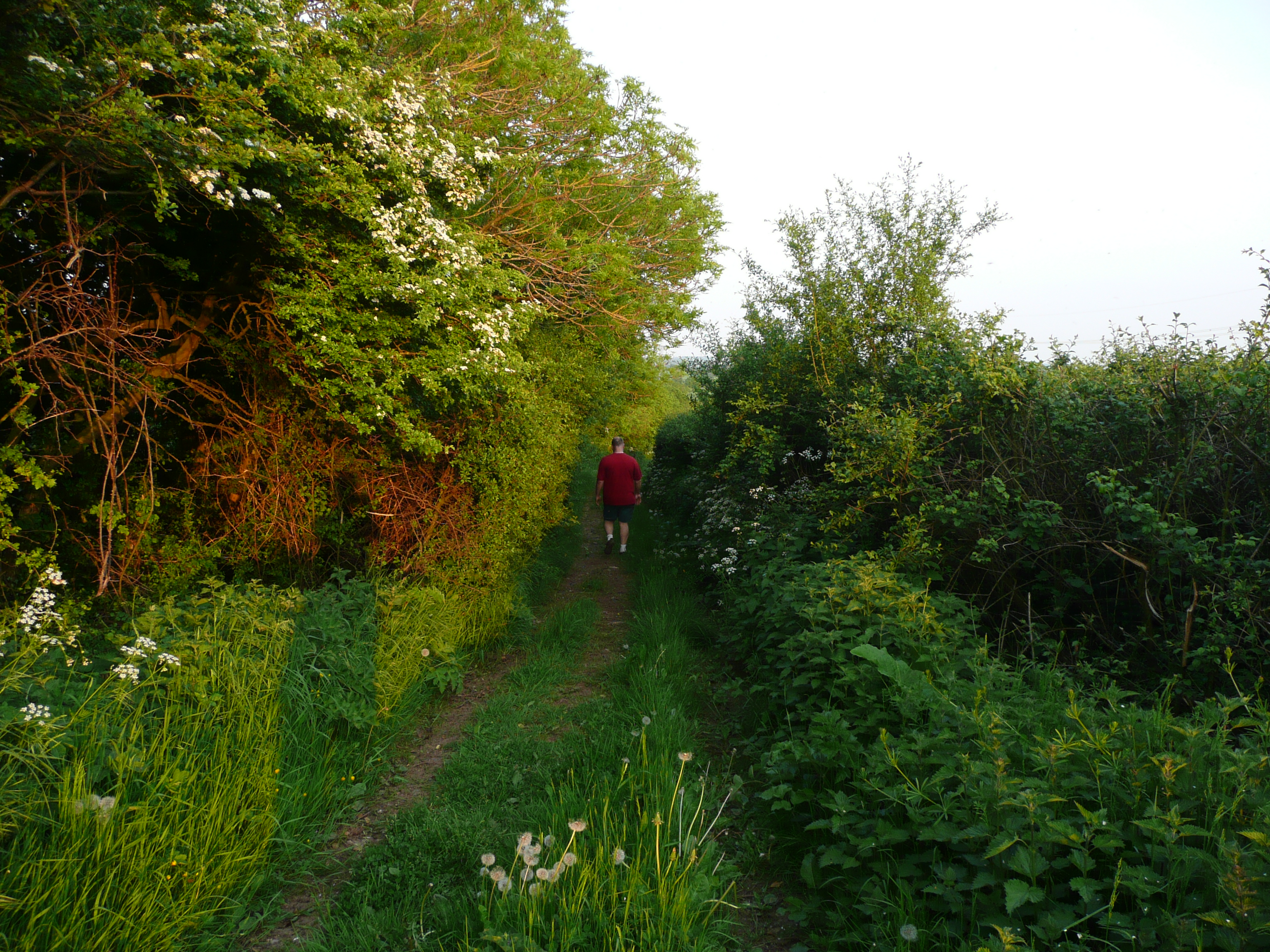
یک مسیر مال‌رو در لاتریج، گلاسترشر.

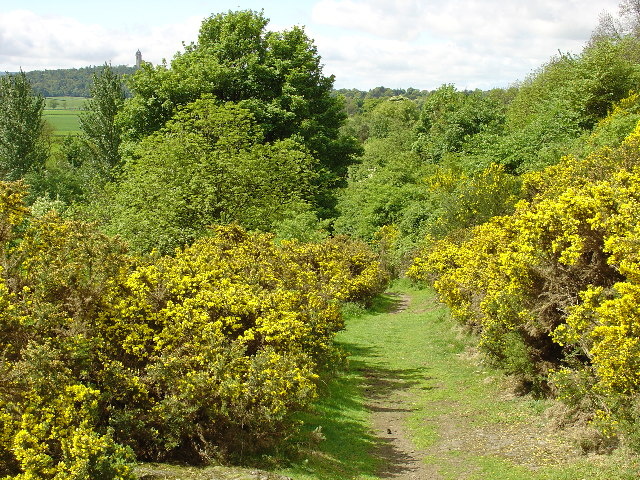
بخشی از یک راه مال‌رو در کاتکرس در نزدیکی بلیرلوگی، اسکاتلند

راه مال‌رو (انگلیسی: Drovers' road) راه یا مسیری است که دام‌ها از مکانی به مکان دیگر طی می‌کنند؛ مثلاً مسیر یک بازار محلی فروش احشام، یا مسیر منتهای به یک چراگاه تابستانی یا زمستانی (رمه‌گردانی را هم ببینید). بسیاری از راه‌های مال‌رو مسیرهای باستانی با قدمت ناشناخته بودند و قدمت برخی دیگر به قرون وسطی یا زمان‌های اخیر بازمی‌گردد.
مسیرهای مال‌رو اغلب عریض‌تر از مسیرهای دیگر هستند و می‌توانند گله‌ها یا گله‌های بزرگ را در خود جای دهند؛ برخلاف مسیرهای اسب سواری که کاملاً باریک بودند زیرا اسب‌ها به صورت تکی حرکت می‌کردند، در حالی که مسیرهای مال‌رو دستکم ۱۲ متر طول و تا ۲۷ متر عرض داشتند. در بریتانیا، جایی که بسیاری از راه‌های اصلی مال‌رو به جاده‌های فلزی روسازی‌شدهٔ منفرد تبدیل شده‌اند، لبه‌های عریض غیرمعمول اغلب نشانه‌ای از مال‌رو بودن آن جاده در قدیم است. در ولز، بخش آغازین بسیاری از راه‌های مال‌رو اغلب در حومه شهر و روستاها واقع است و با دیوارهای خاکی بلند یا پرچین‌ها قابل تشخیص هستند. شاخص‌ترین ویژگی این جاده‌ها پیچش تند گاه و بیگاه جاده است که در باران یا برف شدید حفاظی برای حیوانات و مردان فراهم می‌کرد. برخی از راه‌های مال‌رو از کوه‌ها می‌گذشت.
این احتمال وجود دارد که مسیر موسوم به «پله‌های رومی» در رشته کوه‌های راینوگید در ولز نمونه‌ای از یک راه مال‌رو کهن باشد.
در بریتانیا این مسیرها از دوران فرهنگ رومی بریتانیایی و طی قرون وسطای آغازین وجود داشته است.
راه‌های مال‌روی بریتانیا در طول قرن نوزدهم، به دلیل مختلفی از جمله تغییرات کشاورزی، آغاز حمل و نقل ریلی از دهه ۱۸۴۰، بیماری احشام، و استفاده بیش از حد از چراگاه‌ها و دشت و صحرا و اتمام ذخایر پس از صدها سال، کاهش و رو به افول رفت.

## برای مطالعهٔ بیشتر
- Bettey, J.H. (1983). "Livestock Trade in the West Country during the Seventeenth Century", In Proceedings of the Somerset Archaeological and Natural History Society, vol. 127, (1983), p. 123.
- Godwin and Toulson (1977). The Drovers' Roads of Wales. London: Wildwood House.
- ‘The Drovers are Coming to Town - Wetherby a Droving History’. Robert Gray (2023) ISBN No 978-1-3999-5232-3